# Karl in der Au
Karl in der Au ist ein österreichischer Dokumentarfilm der österreichischen Filmemacher Christian Hain und Rafael Starman aus dem Jahr 2007. Die Präsentation des Films erfolgte am 16. Mai 2007 und war ein Beitrag auf der Diagonale08 in Graz.

## Inhalt
Der Dokumentarfilm berichtet über die zweitgrößte Justizanstalt Österreichs. In einer knappen Stunde wird über die Gegenwart und Geschichte der Haftanstalt berichtet. Dabei wird sowohl die Sicht der Häftlinge dargestellt, aber auch Beamte der Justizwache und der Anstaltsleiter kommen zu Wort und runden das Bild über das Leben in der Anstalt ab.